# 張瑾 (成化進士)
張瑾（1448年—1481年），字廷玉，直隸蘇州府吳縣人，錦衣衛軍籍。明朝政治人物。進士出身。

## 生平
順天鄉試第七名舉人。成化八年（1472年）壬辰科第二甲第三名進士。成化十一年（1475年），憲宗分別遣户部郎中祁順、禮部郎中樂章為正使，行人司左司副張瑾、行人張廷綱為副使，賫詔往朝鮮、安南國，開讀賜其國王及妃綵段文錦有差。

## 家族
曾祖父張安八。祖父張文德。父亲張誠。